# Ковалівка (Вінницький район)
Ковалі́вка — село в Україні, у Немирівській міській громаді Вінницького району Вінницької області. Населення становить 3783 осіб. Склалося з кількох сіл — Хвостівці, Вергіївка, Яри, Межигірка, Блідки.

## Історія
Відповідно до Розпорядження Кабінету Міністрів України від 12 червня 2020 року № 707-р «Про визначення адміністративних центрів та затвердження територій територіальних громад Вінницької області» увійшло до складу Немирівської міської громади.
19 липня 2020 року, в результаті адміністративно-територіальної реформи та ліквідації Немирівського району, село увійшло до складу Вінницького району.

## Пам'ятки
- Ковалівські дубчаки — ботанічна пам'ятка природи місцевого значення.
- Ковалівський парк — комплексна пам'ятка природи місцевого значення.

## Відомі люди
- Юліан Беліна-Кенджицький (1827—1889) — польський письменник, поет, мемуарист. Найцінніше в спогадах — розповіді про дискусії між Миколою Костомаровим і Тарасом Шевченком.
- Заєць Руслан Миколайович (1984—2015) — солдат Збройних сил України, учасник російсько-української війни 2014—2018.
- Коряк Василь Мусійович (1942—2015) — український поет-гуморист, сатирик.
- Костюк Максим — воїн-захисник України, учасник російсько-української війни.[3]
- Костюк Трохим Якович (1905—1941) — український радянський партійний діяч. Член ЦК КП(б)У в 1940—1941 р. Депутат Верховної Ради СРСР 1-го скликання з 1941 року.
- Кузьменко Володимир Данилович (1948—2007) — український письменник, журналіст (дитячі та юнацькі роки).
- Лукач Юрій Юхимович (1926—2014) — український науковець-матеріалознавець, педагог, доктор технічних наук.
- Гелена Аполонія Масальська (1763—1815) — польська аристократка і мемуаристка.
- Мушта Максим Олександрович (1989—2014) — молодший сержант міністерства внутрішніх справ України, учасник російсько-української війни 2014—2018 років.
- Оврах Тамара Євгенівна — художниця декоративно-прикладного мистецтва, член НСХУ (1987).